# Agrilus hyperici
Agrilus hyperici, a broca da raiz da erva de São João, é uma espécie de besouro-jóia. É utilizado como agente de controle biológico de pragas contra a erva-de-são-joão comum (Hypericum perforatum) em áreas onde é uma erva daninha ou espécie invasora. A autoridade científica da espécie é Creutzer, tendo sido descrita no ano de 1799.

## Descrição
O besouro adulto é estreito e alongado, de cor marrom-avermelhada e cerca de 5 milímetros de comprimento.

## Biologia
A fêmea deposita os ovos no caule da planta de erva de São João em julho e agosto. A larva emerge do ovo e segue para as raízes, onde se alimenta do tecido radicular no ano seguinte. Muitas vezes, as larvas consomem quase todas as raízes de uma planta e depois se transformam em pupas dentro dos restos. Poucas plantas sobrevivem ao ataque desta espécie. O besouro é conhecido por atacar a planta similar (Hypericum concinnum) na Califórnia, mas não parece ter um impacto destrutivo sobre esta espécie.

## Distribuição e habitat
Este besouro é nativo da Europa, e trata-se de uma espécie presente no território português. Sua associação com Hypericum perforatum é conhecida há muito tempo e foi introduzida pela primeira vez nos Estados Unidos para fins de biocontrole em 1950, na Califórnia. Agora está estabelecido em grande parte do noroeste dos Estados Unidos, especialmente em áreas montanhosas, e na Austrália.